# 日曜8時、笑っていただきます
『日曜8時、笑っていただきます』（にちようはちじわらっていただきます）は、1970年10月11日から1971年9月26日までTBS系列の日曜20時00分 - 20時56分（JST）に放送された、バラエティ仕立てのテレビドラマである。

## 概要
コミカルなホームドラマ仕立てのワクの中に、歌や踊り、笑いをはじめ、夕刊のない日曜日向きのテレビ夕刊的なニュースを織り込んでいく。

東京・五反田の花本家の住人を中心に、花本家に出入りする様々な人間が巻き起こす事件をコミカルに描きながら、「ショーコーナー」や「ニュースコーナー」へつないでいく。
なお主演の堺正章は次番組『テレビはこれだ!ドラマが3つも』を始め、各局の日曜20時枠のドラマに主演する事となる。

## 登場人物[2]

### 花本家
花本マモル
演：堺正章
本編の主人公。流行の劇画家志望。さびしがり屋で楽天家で、機知にとむヘンな男。
花本カオル
演：水前寺清子
マモルの姉。助産婦養成学校に通っている。母性本能が強く、何でもひきうけるタイプ。
花本邦江
演：丹阿弥谷津子
マモル・カオル姉弟の母。5年前夫と死別、だが美人で、縁談もカオルよりある。46歳。
草野計四郎
演：日下武史
花本家の同居人の一人。電話で天気予報を知らせる予報官。性格は大人しく、ソンなタイプ。
山形鈴子
演：悠木千帆（現：樹木希林）
花本家の同居人の一人。他人の身の上話に異常な関心をもつ不思議な女。結婚相談所に勤務。

### 町の人たち
健二
演：萩原健一
本作唯一の二枚目。ちり紙交換屋と廃品回収業を営んでいるが、将来はカメラマンを目指す。
アキ子
演：和田アキ子
中学校の体育教師で、カオルの幼馴染。大学時代は空手部の主将。
品田六介
演：藤村俊二
大学講師だが、何を研究しているのかわからない。
朝倉閑右ェ門
演：左とん平
クリーニング屋。地方なまりが激しく、女にもてない。
タマ子
演：沢田雅美
風呂屋の娘。他人を太らせるのが趣味。マモルを太らせようとする。
杉本
演：曽我廼家一二三
町の警察官だが、万年平。眼鏡とチョビヒゲ姿。
お米
演：飯田蝶子
うるさい老婆。酒豪で科学嫌い。
箱田
演：常田富士男
押売り。刑務所に居たために時代感覚がずれ、押売りに命を賭ける。
三平
演：高松しげお
魚屋の店員。カオルに気があるが赤面恐怖症。
カナ子
演：五十嵐じゅん
中流家庭のお嬢さんで、邦江にお花を習っている。マモルの憧れ。
田辺昭和
演：玉置宏
町の不動産屋。口八丁手八丁でよく喋る芸能通。
花子
演：十勝花子
ラーメン屋の出前持ちで、北海道の出身。のど自慢あらし。

## スタッフ[3]
- 脚本：才賀明、向田邦子
- 演出：久世光彦、鴨下信一
- プロデューサー：鴨下信一

## 放送局
当時のJNN系列局（日曜 20：00 - 20：56、同時ネット）
- TBS（制作局）
- 北海道放送[4]
- 青森テレビ[5]
- 岩手放送[5]
- 東北放送[6]
- 福島テレビ[6]
- 新潟放送[7]
- 北陸放送[7]
- テレビ山梨[8]
- 静岡放送[8]
- 中部日本放送[9]

- 朝日放送[10]
- 山陰放送[11]
- 山陽放送[12]
- 中国放送[12]
- テレビ高知[13]
- RKB毎日放送[14]
- 長崎放送[14]
- 大分放送[15]
- 宮崎放送[16]
- 南日本放送[16]
- 琉球放送[17]

※当時のJNN系列局のうち、信越放送と熊本放送は当時、日曜20時台は日本テレビ制作の番組（『闘魂』→『おれは男だ!』）を同時ネットしていたため未ネット。